# 크레타의 황소

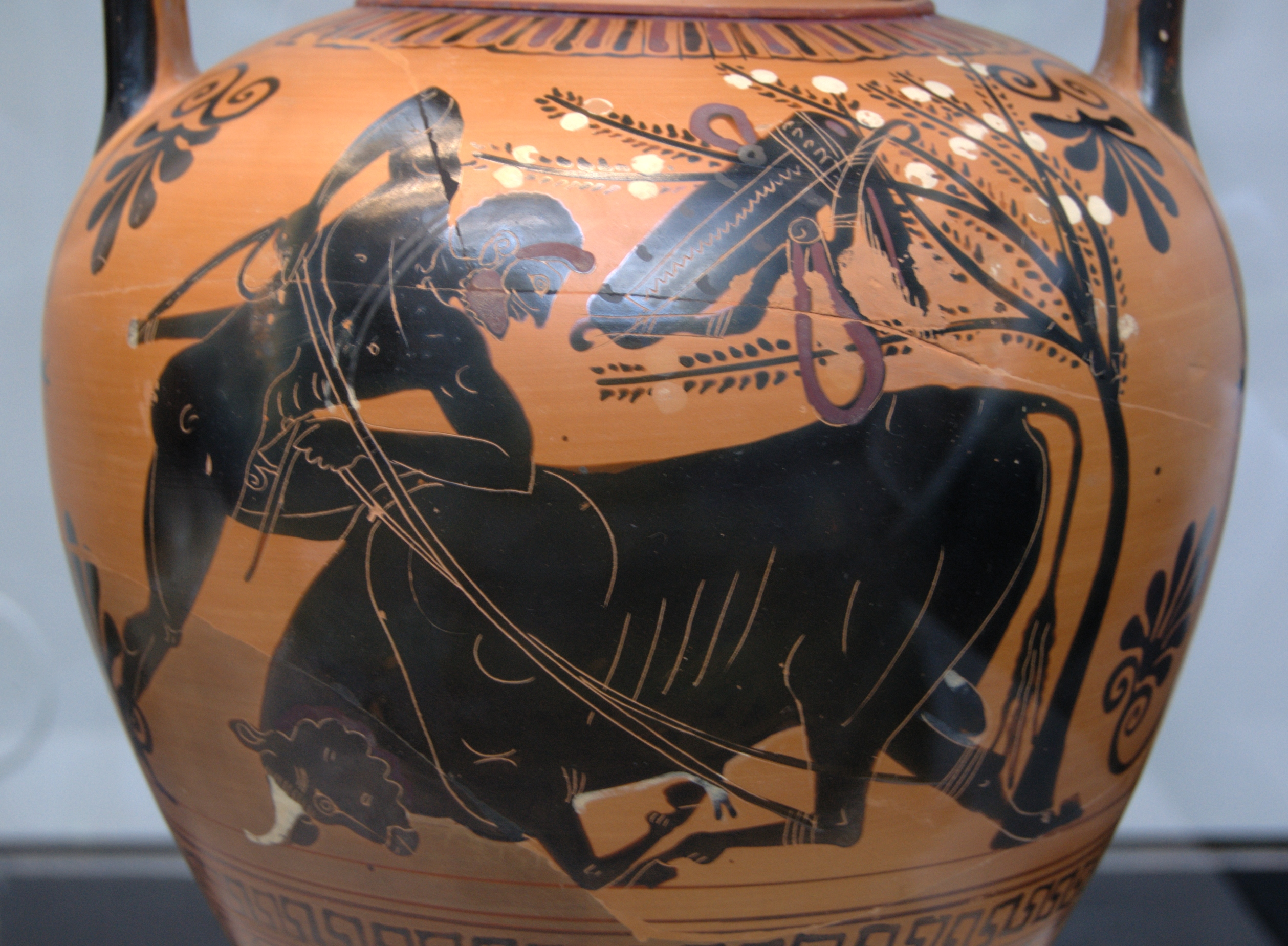
헤라클레스와 크레타의 황소

크레타의 황소(그리스어: ταύρος της Κρήτης)는 그리스 신화에 나오는 상상의 동물이다. 이 황소는 에우로페를 크레타로 데려오기 위해 제우스가 보낸 황소라고도 하고, 크레타의 왕 미노스의 아내 파시파에가 이 황소에게 욕정을 품고 황소와 교접하여 몸은 인간이며 머리와 꼬리는 황소인 괴물, 미노타우로스를 낳게 되었다고도 한다.

## 헤라클레스의 12업
헤라클레스는 일곱 번째 노역으로 이 황소를 생포하여 데리고 와야만 하였다. 헤라클레스는 크레타 섬으로 가서 미노스 왕을 만나 크레타를 엉망으로 만든 황소를 잡아가도 좋다는 허락을 받은 후 맨손으로 황소를 사로잡았다. 헤라클레스가 미케네로 황소를 데려오자 에우리스테우스는 이 황소를 헤라에게 바치려고 하였다. 하지만 평소 헤라클레스를 싫어했던 헤라는 헤라클레스의 영광을 빛낼 수 있는 선물을 원하지 않아 거절하였다. 결국 황소는 헤라클레스에 의해 아티케의 마라톤 평원을 돌아다니게 되었고, 후에 테세우스가 이 황소를 죽이게 되었다.

## 같이 보기
- 돈 쿠얼릉거
- 미노타우로스